# Pinto Colvig
Vance DeBar Colvig, conhecido por Pinto Colvig (Jacksonville, 11 de setembro de 1892 — Woodland Hills, 3 de outubro de 1967), foi um ator de Vaudeville, ator de rádio, cartunista de jornal, dublador produtivo de cinema e circense. Tocava clarinete nas horas vagas.

## Vida pessoal
Colvig nasceu Vance DeBar Colvig em Jacksonville, Oregon, filho de William M. e Adelaide Birdseye Colvig. Graduou-se pela Oregon State University em 1911, aos 18 anos. Um fumante inveterado, Colvig foi um dos pioneiros na defesa de rótulos de advertência sobre o risco de câncer em maços de cigarros nos Estados Unidos. Ele era também o pai do falecido ator Vance Colvig, que morreu em 3 de março de 1991.

## Carreira
Ele é provavelmente mais conhecido como a voz do Pateta da Disney e do Bozo original, um papel que ele desempenhou por uma década inteira, começando em 1946. Ele também emprestou sua voz para Prático, o porco que construiu o "a casa de tijolos" no curta da Disney Os Três Porquinhos (Filme), bem como Soneca e Zangado de Branca de Neve e os Sete Anões, e os latidos de Pluto. Colvig trabalhou não só para os estúdios Disney, mas também para o estúdio de animação da Warner Bros, para Fleischer Studios (Brutus, Gabby) e para a MGM, onde ele dublou um Munchkin em O Mágico de Oz.

## Morte
Colvig morreu de câncer de pulmão em 3 de outubro de 1967, em Woodland Hills, Los Angeles, Califórnia, aos 75 anos. Ele foi enterrado no cemitério Holy Cross, em Culver City.